# Cake to Bake
«Cake to Bake» (Торт испечь) — песня в исполнении латвийской поп-группы «Aarzemnieki», с которой они представили Латвию на конкурсе песни «Евровидение 2014».
Песня была выбрана 22 февраля 2014 года на национальном отборе Латвии на «Евровидение», что позволило латвийской группе представить свою страну на международном конкурсе песни «Евровидение-2014», который пройдёт в Копенгагене, Дания.